# Metoni (Pieria)
Metoni (Metona, staroż. Methone; gr. Μεθώνη) – miejscowość w Grecji, w administracji zdecentralizowanej Macedonia-Tracja, w regionie Macedonia Środkowa, w jednostce regionalnej Pieria, w gminie Pidna-Kolindros. W 2011 roku liczyła 699 mieszkańców.

## Historia
Została założona w roku 730 p.n.e. przez kolonistów wypędzonych z Korkyry. W starożytności była to kolonia Eretrii na wybrzeżu macedońskim.